# كوكورو كيكوتشي
كوكورو كيكوتشي (باليابانية: 菊池 こころ) مواليد 9 نوفمبر 1982 في تشيبا، اليابان، هي مؤدية أصوات يابانية.

## أعمال
- باكوجان
- أبطال الديجيتال الجزء الخامس
- اندماج الديجيمون
- لوفلي كومبلكس
- قتال الطيف
- يوغي 5Ds

## وصلات خارجية
- كوكورو كيكوتشي على موقع IMDb (الإنجليزية)
- كوكورو كيكوتشي على موقع قاعدة بيانات الفيلم (الإنجليزية)
- كوكورو كيكوتشي على موقع ANN person (الإنجليزية)